# Dictyochrysa
Dictyochrysa is een geslacht van insecten uit de familie van de gaasvliegen (Chrysopidae), die tot de orde netvleugeligen (Neuroptera) behoort.

## Soorten
- D. fulva Esben-Petersen, 1917
- D. latifascia Kimmins, 1952
- D. peterseni Kimmins, 1952